# Gyroweisia groenlandica
Gyroweisia groenlandica là một loài Rêu trong họ Pottiaceae. Loài này được (Kindb.) I. Goldberg & Mogensen mô tả khoa học đầu tiên năm 2005.